# Campionat Regional Oest
El Campionat Regional Oest, conegut inicialment com Campionat d'Extremadura de futbol fou la màxima competició futbolística disputada pels clubs d'Extremadura i de la província de Huelva a començament de segle xx. El campionat fou classificatori per al Campionat d'Espanya.

## Història
Després de la disputa de diversos campionats no considerats oficials, la Federació Extremenya de Futbol va ser fundada el 24 de setembre de 1924, i començà a organitzar el campionat d'Extremadura la temporada següent.
Entre 1932 i 1936, els clubs de la província de Huelva es van adscriure a la federació i aquesta canvià la seva denominació esdevenint Federació Oest.
L'any 1934, la FEF va dur a terme una reestructuració del futbol estatal i va crear una sèrie de campionats interregionals, oficialment anomenats Suprarregionals, jeràrquicament situats per sobre dels campionats regionals tradicionals. La Federació Oest s'integrà al grup 5 anomenat Campionat Suprarregional València-Múrcia-Sud-Oest la temporada 1934-35 i al grup 6 anomenat Campionat Suprarregional Sud-Oest (Andalusia-Extremadura) la temporada 1935-36.
Després de l'aturada per la guerra civil espanyola el campionat va desaparèixer definitivament, com la resta de campionats regionals.

## Historial
Font:
| Campionat Suprarregional València-Múrcia-Sud-Oest |
| Campionat Suprarregional Sud-Oest                 |

Campionats no oficials
| Temporada | Campió        |
| --------- | ------------- |
| 1920-21   | CD Cacereño   |
| 1921-22   | SC Badajoz    |
| 1922-23   | no es disputà |
| 1923-24   | CD Cacereño   |
| 1924-25   | CD Cacereño   |

Campionats oficials
| Temporada | Campió                                                     | Subcampió                                                  |
| --------- | ---------------------------------------------------------- | ---------------------------------------------------------- |
| 1925-26   | CD Extremeño (1)                                           | SC Badajoz o Emérita FC                                    |
| 1926-27   | RCD Extremeño (2)                                          | Puebla Patria FC                                           |
| 1927-28   | Puebla Patria FC (1)                                       | Extremadura FC                                             |
| 1928-29   | RCD Extremeño (3)                                          | SC Badajoz                                                 |
| 1929-30   | CD Don Benito (1)                                          | SC Villanovense                                            |
| 1930-31   | CD Don Benito (2)                                          | Unión Sporting Peñarroya o Emérita FC                      |
| 1931-32   | CD Don Benito (3)                                          | ?                                                          |
| 1932-33   | Onuba FC (1)                                               | SC Badajoz                                                 |
| 1933-34   | Onuba FC (2)                                               | Riotinto Balompié                                          |
| 1934-35   | vegeu el Campionat Suprarregional València-Múrcia-Sud-Oest | vegeu el Campionat Suprarregional València-Múrcia-Sud-Oest |
| 1934-35   | Onuba FC (3)                                               | Racing Club Badajoz                                        |
| 1935-36   | vegeu Campionat Suprarregional Sud-Oest                    | vegeu Campionat Suprarregional Sud-Oest                    |
| 1935-36   | Racing Club Badajoz                                        | Azuaga FC                                                  |
| 1936-37   | no es disputà per la guerra civil                          | no es disputà per la guerra civil                          |
| 1937-38   | no es disputà per la guerra civil                          | no es disputà per la guerra civil                          |
| 1938-39   | no es disputà per la guerra civil                          | no es disputà per la guerra civil                          |
| 1939-40   | no es disputà per la guerra civil                          | no es disputà per la guerra civil                          |

1. ↑  No es disputà a causa dels incidents que es produïren en l'edició anterior.
2. ↑  La temporada 1934-35 el Campionat Oest formà part del Suprarregional Llevant-Sud, però cap club de la federació en formà part. El Campionat Oest va estar format pels millors clubs de la regió, tot estar situat per sota del Suprarregional jeràrquicament.
3. ↑  La temporada 1935-36 el Campionat Oest formà part del Suprarregional Sud-Oest. L'Onuba FC disputà l'eliminatòria prèvia per a ocupar una plaça en la 1a categoria del Suprarregional. El Campionat Oest, sense el seu millor club, va sertar situat per sota del Suprarregional jeràrquicament.
4. ↑  El Racing Club Badajoz (fundat el 1932 i que vestia samarreta vermella i blanca amb pantaló negre) es fusionà amb l'Sport Club Badajoz l'any 1936 per crear el Badajoz FC, posteriorment CD Badajoz.

## Palmarès
(només inclosos els campionats oficials)
- Real Club Deportivo Extremeño: 3 títols (1925-26, 1926-27, 1928-29)
- Club Deportivo Don Benito: 3 títols (1929-30, 1930-31, 1931-32)
- Onuba Fútbol Club: 3 títols (1932-33, 1933-34, 1934-35)
- Puebla Patria Fútbol Club: 1 títol (1927-28)